# Ordnungspolizei
Ordnungspolizei (OrPo, također Orpo)  bio je naziv za uniformirane policijske snage od 1936. do 1945. godine u nacionalsocijalističkoj Njemačkoj odgovorne za održavanje javnog reda. Njezini pripadnici zbog zelenih uniformi također su bili poznati i pod nadimkom die Grüne Polizei (hrv. zelena policija).
Na čelu se nalazio Kurt Daluege. Bila je izravno podređena Reichsführeru SS-a Heinrichu Himmleru. 
Ordnungspolizei je imala ključnu ulogu u provođenju ratnih zločina, kao i holokaustu, porajmosu te u ubojstvima bolesnika.
Godine 1944. Ordnungspolizei je brojala 401.300 članova.

## Galerija
- Narednik Ordnungspolizei pregledava Židove na tržnici u Lublinu (svibanj 1941.)
- Racija u Krakowu (1941.)
- Ordnungspolizei odvodi uhićene sovjetske civile (rujan 1942.)
- Kurt Daluege,, čelnik Ordnungspolizei‎ (1936.)